# Szkoła rzemieślnicza w Opolu Lubelskim
Szkoła rzemieślnicza w Opolu Lubelskim − szkoła pijarska w Opolu Lubelskim, przeznaczona dla kształcenia rzemieślników.
Szkoła była planowana w XVIII wieku, w 1764 roku otrzymała protekcję Sejmu. Wydany został wówczas biuletyn w języku niemieckim i polskim, zachęcający rzemieślników niemieckich do osiedlania się w Opolu Lubelskim i podejmowania funkcji nauczycieli. W wyniku tej akcji do Opola przybyła grupa rzemieślników z katolickich krajów południowych Niemiec (wcześniej sprowadzeni przez Jana Tarłę rzemieślnicy niemieccy byli luteranami). Rzemieślnicy ci początkowo byli pod opieką opolskich pijarów, dopiero w l. 80. XVIII wieku otrzymali własny cech. Nie wiadomo jak długo i w jakim zakresie szkoła funkcjonowała. Wśród przyczyn upadku szkoły w późniejszych opisach wymieniana była defraudacja funduszy i niska jakość kwalifikacji osiadłych w mieście niemieckich rzemieślników. Do dziś zachowały się dwie części pierwotnego budynku szkoły, położone przy ul. Kościuszki (pozostałe rozebrano), jako odrębne budynki wpisane do rejestru zabytków (decyzja o wpisie nr A/152 z 16.01.1967).